# Лабораторний гвинтовий сепаратор

Лабораторний гвинтовий сепаратор — є фізичною моделлю гвинтового сепаратора і включає: ґвинтовий жолоб 1 (взаємозамінні сепаратор або шлюз) з пульпоприймачем 2, водорозподільником 3 та струминним дільником 4; бункер з дозувальною лійкою 5 та збірники продуктів збагачення 6. Усі вузли установки монтуються на опорі 7.
Для досліджень процесу гвинтової сепарації використовують переважно тривиткові сепаратори діаметром 250 мм, які мають один відсікач у кінці жолоба. Продуктивність сепаратора 30—60 кг/год (на розсипах — до 100 кг/год).
Для укрупнених випробовувань застосовують п'ятивиткові сепаратори діаметром 500 мм з трьома відсікачами. Продуктивність сепаратора 300—500 кг/год (на розсипах — до 1000 кг/год).
Мінімальна маса проби для досліджень на першому сепараторі становить 5 кг, на другому — 30—50 кг.